# Ischioderes
Ischioderes är ett släkte av skalbaggar. Ischioderes ingår i familjen långhorningar.
Kladogram enligt Catalogue of Life:
| Ischioderes | \| \| Ischioderes bahiensis \| \| \| \| \| \| Ischioderes oncideroides \| \| \| \| |
|             | \| \| Ischioderes bahiensis \| \| \| \| \| \| Ischioderes oncideroides \| \| \| \| |
|             | Ischioderes bahiensis                                                              |
|             |                                                                                    |
|             | Ischioderes oncideroides                                                           |
|             |                                                                                    |